# 2018 في البحرين
فيما يلي قوائم الأحداث التي وقعت خلال عام 2018 في البحرين.

## سياسة

### انتهاء فترة المنصب
- 1 يناير – أحمد قراطة عضو مجلس النواب البحريني ‏.
- 1 يناير – محمد العمادي عضو مجلس النواب البحريني ‏.

## رياضة
- 8 أبريل – جائزة البحرين الكبرى 2018 الفائز سباستيان فيتل.

## وفيات

### يونيو
- 5 يونيو – عبد الله بن خالد بن علي آل خليفة (مواليد 1922) أديب ومؤرخ وشاعر وسياسي بحريني.
- 9 يونيو – هالة بنت دعيج آل خليفة (مواليد 1950) أمير بحرينية.